# Francisco Soler (músico del siglo XVII)
Francisco Soler (Montroig, c. 1645 - Gerona, 1 de mayo de 1688) fue un compositor y maestro de capilla español.
Es poco lo que se sabe sobre su origen y formación. Francesc Bonastre, basándose en informaciones de Francesc Civil, cree que nació en Montroig, en la provincia de Tarragona, entre 1640 y 1650. Entre 1680 y 1682 fue maestro de capilla de la Catedral de Vich, hasta que en 1682 es elegido maestro de capilla de la Catedral de Gerona, después de la jubilación de Felipe Parellada y la renuncia de Juan Jansana, cargo que ejerció hasta la muerte, en 1688.

## Obra
De su obra, catalogada por Francesc Bonastre, se conservan básicamente las que escribió en su etapa gerundense, 113 en total: 63 obras en latín, entre las que destacan una docena de misas (una misa a ocho voces incompleta, una misa a diez voces con instrumentos de cuerda, una Misa pro defunctis a ocho voces, etc.), un Magnificat a diez voces, un Pange lingua a tres voces, un Laudate Dominum a nueve voces, una Salve regina a diez voces, Ecce Virgo concipiet a cuatro voces, o unas Completas a quince, en 1686; y 52 en romance (básicamente en castellano), sobre todo villancicos, como Oh admirable Sacramento, a cuatro voces, Vamos ya todos a siete voces, Dios del amor a ocho voces, Hola, atención a once voces, Vengan, oigan a catorce voces, Atender sin mirar, Suenan los clarines y Ayo Antón  un villancico «de negros» a ocho voces.
Las Completas a quince, editadas por Bonastre, se estrenaron en 1686 con motivo de la victoria de la ciudad de Gerona sobre los franceses de 1684. También se escuchó una misa y un villancico a San Narciso, de Francisco Soler, que todavía están inéditos. Fue una gran fiesta ciudadana.
Prácticamente todas sus obras, como es habitual en el barroco, son vocales con acompañamiento de bajo continuo, como Hoy, amor, por qué abriste ; ¡Oigan, oigan! para ocho voces y bajo continuo, Despertad, jilguerillos para doce voces y bajo continuo; Ah, de la presó oscura para ocho voces y bajo continuo, una misa de réquiem para seis voces o su misa para catorce voces con ministriles.